# 7100 Мартін Лютер
7100 Мартін Лютер (7100 Martin Luther) — астероїд головного поясу, відкритий 29 вересня 1973 року.
Тіссеранів параметр щодо Юпітера — 3,294.
Названий на честь Лю́тера Ма́ртіна (нім. Luther Martin) - німецький релігійний і політичний діяч, богослов; ініціатор, ідеолог і один із лідерів Реформації, перекладач Біблії німецькою мовою; основоположник лютеранства.